# なにわ男子の初心ラジ!
『なにわ男子の初心ラジ!』（なにわだんしのうぶラジ!）はニッポン放送で2022年4月2日放送開始のラジオ番組。

## 概要
この番組では、2021年10月から2022年3月まで『なにわ男子のオールナイトニッポンPremium』を担当してきたなにわ男子が、初めての冠ラジオのレギュラー番組を放送するもの。番組タイトルの『初心ラジ!』については、なにわ男子のデビューシングルである『初心LOVE』（うぶらぶ）にちなみ、「“初心”を忘れないでいよう」という思いでこの番組タイトルが付けられた。
メンバーの西畑大吾は「『なにわ男子のオールナイトニッポンPremium』でお世話になったニッポン放送さんと再び、こうしてタッグを組むことができて、とても嬉しく思います! 新番組は『なにわ男子の初心ラジ!』ということで、初心を忘れず、リスナーの皆様に天才・最高・天最高な時間をお届けします!」と意気込みを見せた。
リスナー愛称が投票により、高橋恭平考案の「俺らの心のよりどころ」に決定。
この番組について、ニッポン放送社長の檜原麻希は「これまでジュニアとして積み上げてきた経験が花開いている。我々にも色を与えてくれている」と評価している。
2024年4月からは、制作局のニッポン放送では4月期番組改編に伴い金曜24:00 - 25:00（土曜0:00 - 1:00）に枠移動されることになった。これに伴い、金曜日の『オールナイトニッポンX』の放送枠が廃止された。また、ネット局のSTVラジオが、ニッポン放送との同時ネットに移行した。
2025年4月の改編で金曜日の『オールナイトニッポンX』が再開されるため、当番組は土曜22:30-23:30へと移動される。

## ネット局と放送時間
制作局のニッポン放送での放送時間は、毎週土曜日 22:30 - 23:30。
| 放送対象地域   | 放送局名                      | 放送期間       | 放送時間                              | ネット状況 | 備考        |
| -------------- | ----------------------------- | -------------- | ------------------------------------- | ---------- | ----------- |
| 関東広域圏     | ニッポン放送（LF）            | 2022年4月2日-  | 土曜22:30 - 23:30                     | 制作局     | [ 注釈 1 ]  |
| 山形県         | 山形放送（YBC)                | 2022年4月2日-  | 土曜22:30 - 23:30                     | 同時ネット | [ 注釈 2 ]  |
| 鳥取県・島根県 | 山陰放送（BSS）               | 2022年4月2日-  | 土曜22:30 - 23:30                     | 同時ネット | [ 注釈 3 ]  |
| 中京広域圏     | 東海ラジオ放送（SF）          | 2022年4月2日-  | 土曜26:00 - 27:00 （日曜2:00 - 3:00） | 遅れネット |             |
| 京都府・滋賀県 | 京都放送（KBS）               | 2022年4月3日-  | 日曜19:00 - 20:00                     | 遅れネット |             |
| 山梨県         | 山梨放送（YBS）               | 2023年4月2日-  | 日曜19:00 - 20:00                     | 遅れネット | [ 注釈 4 ]  |
| 静岡県         | 静岡放送（SBS）               | 2023年4月8日-  | 日曜19:00 - 20:00                     | 遅れネット | [ 注釈 5 ]  |
| 福井県         | 福井放送（FBC）               | 2025年4月6日-  | 日曜19:00 - 20:00                     | 遅れネット |             |
| 青森県         | 青森放送（RAB）               | 2022年10月2日- | 日曜20:00 - 21:00                     | 遅れネット |             |
| 新潟県         | 新潟放送（BSN）               | 2022年4月2日-  | 日曜21:00 - 22:00                     | 遅れネット | [ 注釈 6 ]  |
| 福岡県         | 九州朝日放送（KBC）           | 2022年4月3日-  | 日曜22:00 - 23:00                     | 遅れネット |             |
| 岡山県         | RSK山陽放送                   | 2022年4月2日-  | 日曜22:30 - 23:30                     | 遅れネット | [ 注釈 7 ]  |
| 長崎県・佐賀県 | 長崎放送（NBC） NBCラジオ佐賀 | 2022年10月2日- | 日曜24:00 - 25:00 （月曜0:00 - 1:00） | 遅れネット |             |
| 宮崎県         | 宮崎放送（mrt）               | 2024年4月2日-  | 火曜21:00 - 22:00                     | 遅れネット |             |
| 岐阜県         | 岐阜放送（ぎふチャン）        | 2022年4月4日-  | 火曜22:00 - 23:00                     | 遅れネット | 独立系      |
| 北海道         | STVラジオ                     | 2022年4月3日-  | 金曜24:00 - 25:00 （土曜0:00 - 1:00） | 遅れネット | [ 注釈 9 ]  |
| 近畿広域圏     | 朝日放送ラジオ（ABC）         | 2022年4月5日-  | 金曜24:00 - 25:00 （土曜0:00 - 1:00） | 遅れネット | [ 注釈 10 ] |
| 長野県         | 信越放送（SBC）               | 2022年4月2日-  | 土曜22:00 - 23:00                     | 遅れネット | [ 注釈 11 ] |

放送日時の例外（ニッポン放送基準）
以下の放送休止事例が発生した場合でも、LFからの裏送りの形で各地方ネット局向けの放送は通常通り行われる。
- 2022年12月24日:ラジオチャリティーミュージックソン（同日12時-12月25日12時）放送のため休止
- 2023年2月18日:オールナイトニッポン55周年記念 オールナイトニッポン55時間スペシャル（2月17日17時-2月20日1時）[注釈 12]放送のため休止
- 2023年6月17日:スペシャルウィーク編成に伴いプロ野球セ・パ交流戦「横浜DeNA × 千葉ロッテ」（横浜スタジアム）を15:00-17:30に生中継する都合上[注釈 13]、同日20:00-21:00に時間枠を変更して放送された[注釈 14]。

### 過去のネット局
| 放送対象地域 | 放送局名        | 放送期間                     | 放送時間          | ネット状況 | 備考 |
| ------------ | --------------- | ---------------------------- | ----------------- | ---------- | ---- |
| 栃木県       | 栃木放送（CRT） | 2022年4月7日 - 2024年3月28日 | 木曜23:00 - 24:00 | 遅れネット |      |

## パーソナリティ
- なにわ男子

## ゲスト
放送日はニッポン放送基準
- 第78回(2023年9月23日) - 松島聡（timelesz [注釈 15]）